# Транзиторная ишемическая атака
Транзиторная ишемическая атака (ТИА) — острое преходящее нарушение кровообращения головного мозга по ишемическому типу, эпизод неврологических нарушений, вызванных ишемией участка головного или спинного мозга (очаговыми неврологическими симптомами: парезы и нарушения чувствительности), а также сетчатки глаза без развития острого инсульта. В отличие от инсульта, при ТИА симптомы не сопровождаются развитием инфаркта мозга (необратимого ишемического повреждения участка мозга), в противном случае приступ классифицируется как инсульт.
Ранее, транзиторной ишемической атакой считались случаи быстро развивающихся клинических симптомов очагового или диффузного поражения мозговых функций, возникающих без очевидных внесосудистых причин и продолжающихся менее 24 часов. Определение было изменено по причине того, что в большом количестве случаев, когда симптомы сохранялись менее суток, на магнитно-резонансной томографии головного мозга в диффузионно-взвешенном режиме выявлялись инфаркты.
Продолжительность большинства транзиторных ишемических атак не превышает одного часа.
ТИА наиболее типичны для больных с атеросклеротической окклюзией магистральных артерий головы: в системе сонных артерий (место бифуркации, внутренняя сонная артерия) и вертебральных артерий. 
Оценить распространённость транзиторных ишемических атак сложно, поскольку пациенты часто не придают значения временным преходящим симптомам и не обращаются к врачу. Однако это не говорит о незначительности ТИА, поскольку у 30-50 % пациентов, перенёсших её, в течение 5 лет развивается инсульт.

## Основные симптомы
Симптомы различаются в зависимости от затронутого участка мозга. Наиболее часто отмечаются из общемозговых симптомов — головная боль, головокружение, непродолжительная потеря сознания, из очаговой симптоматики — временная потеря зрения, нарушения речи (афазия), слабость в одной половине тела (гемипарез), онемение (гипестезия) или покалывание в одной половине тела (парестезия).

## Факторы, способствующие развитию транзиторной ишемии
К основным факторам риска транзиторных ишемических атак относятся:
- Пожилой и старческий возраст
- Артериальная гипертония
- Атеросклероз сонных и позвоночных артерий
- Курение
- Заболевания сердца (мерцательная аритмия, инфаркт миокарда, аневризма левого желудочка, искусственный клапан сердца, миокардиопатии, бактериальный эндокардит)
- Сахарный диабет
- Отложение глоботриаозилцерамида в сердечно-сосудистой системе и реактивные изменения миокарда и эндотелия при болезни Фабри.[8]

## Клиника и критерии диагностики

### ТИА в вертебро-базилярном бассейне
ТИА в вертебро-базилярном бассейне встречаются наиболее часто. По Н. В. Верещагину (1980), составляют около 70 % от всех транзиторных ишемий.
Симптомы и синдромы:
- Системные головокружения, сопровождающиеся вегетативными реакциями, иногда головной болью в затылочной области, нистагмом, диплопией, тошнотой и рвотой, иногда неукротимой. Транзиторной ишемией следует считать лишь системное головокружение в сочетании с другими стволовыми симптомами или при исключении патологии вестибулярного аппарата иной этиологии.
- Гемианопсии, фотопсии.
- Различные варианты синдрома Валенберга-Захарченко и другие альтернирующие синдромы (в 10 % случаев).
- Дроп-атака и синкопальный вертебральный синдром Унтерхарншайдта.
- Атаки дезориентировки и временной утраты памяти (транзиторный глобальный амнестический синдром).

### ТИА в каротидном бассейне
Симптомы и синдромы ТИА в каротидном бассейне:
- Преходящие геми- и монопарезы.
- Гипестезия по гемитипу, в одной конечности, в пальцах.
- Нарушение речи (чаще частичная моторная афазия).
- Оптико-пирамидный синдром.

## Критерии тяжести
- Лёгкие — продолжительность не более 10 минут.
- Средней тяжести — более 10 минут, часы, но не более суток при отсутствии органической симптоматики после восстановления функций.
- Тяжёлые — часы, после восстановления функций остается лёгкая органическая симптоматика.

### Факторы риска развития инсульта после транзиторной ишемической атаки[9]
| Возраст: |
| Возраст ≥60 лет |
| Анамнез: |
| У пациента в течение предшествующих 30 дней развивались транзиторные ишемические атаки или инсульты                                     |
| Сахарный диабет |
| Артериальное давление сразу после ТИА:                                                                                                  |
| Систолическое ≥140 мм рт. ст. или диастолическое ≥90 мм рт. ст.                                                                         |
| Клинические признаки: |
| Односторонняя слабость конечностей |
| Изолированные нарушения речи |
| Продолжительность симптомов ТИА >10 минут                                                                                               |
| Визуализационные признаки (КТ и МРТ головного мозга):                                                                                   |
| Острый инфаркт по данным диффузионно-взвешенной МРТ головного мозга (инсульт с клиникой ТИА)                                            |
| Острые или хронические ишемические изменения на КТ головного мозга                                                                      |
| Множественные острые инфаркты мозга |
| Одновременное развитие острых инфарктов в обоих полушариях головного мозга или одновременно в каротидном и вертебробазилярном бассейнах |
| Множественные инфаркты различной давности (сочетание острых и подострых инфарктов)                                                      |
| Изолированные корковые инфаркты (в сочетании с инфарктами глубокой или субкортикальной локализации)                                     |
| Этиология ТИА: |
| Атеросклеротическое поражение крупных артерий                                                                                           |